# Republic XP-72
Le Republic XP-72 est un prototype de chasseur intercepteur développé comme une amélioration du P-47 Thunderbolt. Le XP-72 est conçu pour recevoir le moteur de 28 cylindres en étoiles Pratt & Whitney R-4360 Wasp Major, refroidi par air ; un turbocompresseur doit être placé derrière le pilote et alimenté par le moteur via un arbre de transmission. L'armement consiste en six mitrailleuses de calibre 12,7 × 99 mm OTAN (0.5 BMG) placées dans les ailes et de pylônes d'attache placés sous la voilure permettant d'emporter 450 kg (1 000 lb) de bombes.

## Conception et développement
Le XP-72 est développé parallèlement à un autre projet de Republic Aircraft, le XP-69, qui doit recevoir le moteur en étoile de 42 cylindres Wright R-2160 Tornado à refroidissement liquide ; ce moteur, placé dans le nez de l'avion, doit entraîner deux hélices contrarotatives. Le XP-69 est destiné aux opérations à haute altitude et reçoit par conséquent un cockpit pressurisé ; il est armé de deux canons de 37 mm et de quatre mitrailleuses de 12,7 mm (0.5 BMG). Puisque le XP-72 s'avère plus prometteur que le XP-69, ce dernier est annulé le 11 mai 1943 et deux prototypes du XP-72 sont commandés le 18 juin 1943.

## Histoire opérationnelle
Le XP-72 effectue son premier vol le 2 février 1944 ; il est alors équipé d'une hélice à quatre pales. Le deuxième prototype est achevé le 26 juin 1944 et reçoit un doublet d'hélices contrarotatives. Puisque le XP-72 affiche des performances exceptionnelles lors des vols d'essai, 100 exemplaires sont commandés ; sur ces appareils, l'armement doit être remplacé par quatre canons de 37 mm. À cette époque, avec la progression de la guerre, les forces armées ont besoin de chasseurs d'escorte à long rayon d'action au lieu d'intercepteurs rapides. Par la suite, l'avènement des nouveaux avions de chasse à réaction se montre plus prometteur pour servir d'intercepteur ; la commande de P-72 est alors annulée.